# Kōsuke Suzuki (attore)
Kōsuke Suzuki (鈴木浩介?, Suzuki Kōsuke; Fukuoka, 29 novembre 1974) è un attore giapponese.
Dopo aver iniziato la sua carriera nel mondo dello spettacolo partecipando a varie pellicole cinematografiche, si è poi sempre più specializzato in serie televisive con ruoli significativi in vari dorama di successo.

## Filmografia

### Televisione
- Biblia Koshodou no Jiken Techou (Fuji TV, 2013)
- 37-sai de Isha ni Natta Boku ~Kenshui Junjo Monogatari~ (Fuji TV, 2012)
- Strawberry Night SP (Fuji TV, 2010)
- JOKER Yurusarezaru Sosakan (Fuji TV, 2010, ep2)
- Keibuho Yabe Kenzo (TV Asahi, 2010)
- Liar Game 2 (Fuji TV, 2009)
- Koshonin SP (TV Asahi, 2009)
- Mei-chan no Shitsuji (Fuji TV, 2009)
- Akai Ito (Fuji TV, 2008)
- Lotto 6 de San-oku Ni-senman En Ateta Otoko (TV Asahi, 2008)
- Change (serie televisiva) (Fuji TV, 2008)
- Shichinin no Onna Bengoshi 2 (TV Asahi, 2008, ep4)
- Kurama Tengu (NHK, 2008, ep4-5)
- Koshonin (TV Asahi, 2008)
- Flight Panic (Fuji TV, 2007)
- Tantei gakuen Q (NTV, 2007, ep8)
- Joshi Deka! (TBS, 2007)
- Yama Onna Kabe Onna (Fuji TV, 2007, ep5)
- Liar Game (Fuji TV, 2007)
- Hero SP (Fuji TV, 2006)
- Teru Teru Ashita (TV Asahi, 2006)
- Ns' Aoi (Fuji TV, 2006)
- Honto ni Atta Kowai Hanashi 6-ban no Heya (Fuji TV, 2006)
- Honto ni Atta Kowai Hanashi Shinrei Shashin (Fuji TV, 2005)
- Kiken na aneki (Fuji TV, 2005)
- Start Line (Fuji TV, 2005)
- Risou no Seikatsu (NHK, 2005)
- Koi ni Ochitara (Fuji TV, 2005)

### Cinema
- Liar Game: Reborn - (2012) - Yuji Fukunaga
- Liar Game - The Final Stage (2010) - Yuji Fukunaga
- Akai ito (2008)
- Soredemo boku wa yattenai (2006)
- Always san-chome no yuhi (2005)
- Gujo-Ikki (2000)